# Calanthe mannii
Calanthe mannii är en orkidéart som beskrevs av Joseph Dalton Hooker. Calanthe mannii ingår i släktet Calanthe och familjen orkidéer. Inga underarter finns listade i Catalogue of Life.